# Mříčná
Mříčná település Csehországban, Semilyi járásban. Mříčná Víchová nad Jizerou, Peřimov, Roztoky u Jilemnice, Kruh, Košťálov és Jilemnice településekkel határos. Lakosainak száma 584 fő (2024. január 1.).

## Népesség
A település lakosságának változását az alábbi diagram mutatja:
| Lakosok száma | 1413 | 1401 | 1146 | 591  | 486  | 505  | 558  | 578  | 588  | 584  |
|               | 1869 | 1900 | 1921 | 1961 | 1980 | 2011 | 2016 | 2019 | 2021 | 2024 |